# Two Weeks (пісня Grizzly Bear)
"Two Weeks" — пісня американського інді-рок гурту Grizzly Bear, перший сингл з їхнього третього студійного альбому, Veckatimest. Прем'єра синглу відбулася 1 червня 2009 року. У пісні присутній бек-вокал Вікторії Легранд, солістки дрім-поп дуету Beach House. Вперше Grizzly Bear виконали "Two Weeks" на Пізньому шоу з Девідом Леттерманом у липні 2008 року. Прем'єра музичного відео на пісню, зрежисованого Патріком Дотерсом, відбулася 23 травня 2009 року.
Серед іншого, "Two Weeks" з'являлася у численних рекламних роликах, серіалах Як я познайомився з вашою мамою, Пліткарка, фільмах Це безглузде кохання та Диктатор.
Музичне видання Pitchfork Media помістило "Two Weeks" на 162 сходинку списку 500 найкращих пісень 2000-х.

## Список композицій
| #  | Назва                                 | Тривалість |
| -- | ------------------------------------- | ---------- |
| 1. | «Two Weeks»                           | 4:03       |
| 2. | «Two Weeks (Fred Falke Radio Mix)»    |            |
| 3. | «Two Weeks (Fred Falke Extended Mix)» |            |